# Сунджон
Сунджон (кор. 순종, 純宗, Sunjong, Sunjong); ім'я при народженні Лі Чхок (кор. 이척, 李坧, I Cheok, Yi Ch'ŏk; 25 березня 1874 — 24 квітня 1926) — корейський правитель, другий і останній імператор Кореї.

## Життєпис

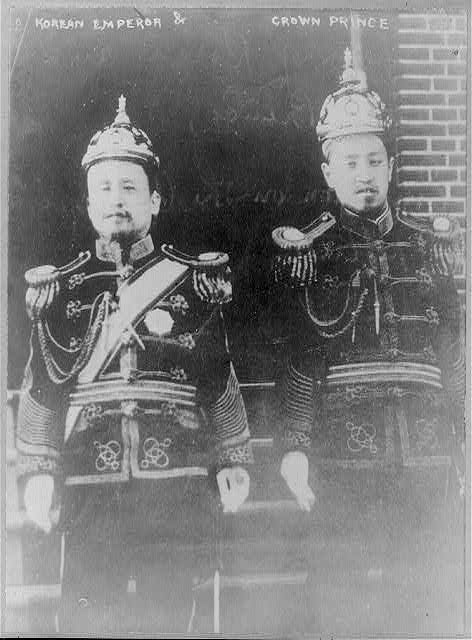

У дитинстві йому підсипали отруту в каву і у хлопчика випали зуби і значно погіршився зір.
20 липня 1907 Коджон під тиском прем'єр-міністра Лі Ванена, підтримуваного Японією, був змушений зректись престолу, й на трон зійшов Сунджон. Самостійної політики він провадити не міг і фактично був маріонетковим правителем в руках японців. За його правління корейська армія, за винятком одного батальйону, була розпущена. Сунджон виписав Лі Ванену загальну довіреність, після чого прем'єр-міністр підписав Договір про приєднання Кореї до Японії.
До своєї смерті в 1926 Сунджон жив у Сеулі в своєму палаці Чхандоккун.